# Kopitnik
Kopitnik je sestavni del Posavskega hribovja. Ima prepaden vrh, ki se nahaja severno od Zidanega Mosta in južno od Rimskih Toplic. Vrh je oblikovan v obliki konjske podkve po katerem je tudi dobil ime. Na vrh Kopitnika je speljana planinska pot.
Na pobočjih Kopitnika je bogata ilirska flora s posameznimi alpskimi vrstami. Botanično sta najbolj zanimiva skalnat južni del proti Savi in sekundarni bukov pragozd na severnih pobočjih, kjer je samoniklo nahajališče črnega bora, Blagajevega volčina in Seelosovega sršaja (Asplenium seelosii).

## Vzponi na vrh
- 1 h 50 min: Iz vasi Suhadol pri Zidanem mostu po označeni poti mimo Koče na Kopitniku (865m).
- 1 h 35 min: Od Planinskega doma v Gorah (762 m), zadnji del vzpon po strmem in rahlo izpostavljenem pobočju.